# ميلدريد بيرلي
ميلدريد بيرلي (بالإنجليزية: Mildred Burleigh)‏ (يناير 1887 - 9 أغسطس 1956) كانت فنانةً أمريكيةً محترفةً ورسامة كارتون لصحيفة شيكاغو تريبيون خلال عشرينيات القرن العشرين. ولدت في ولاية إنديانا، ودرست الرسم في كلية ميشيغان للمعلمين وعملت كمعلمة رسم في ولاية أوريغون خلال العقد الأول من القرن العشرين قبل أن تبدأ حياتها المهنية.